# 恩滕灣
恩滕灣（英語：Enten Bay），是南極洲的海灣，位於南喬治亞群島，處於賈森港西南面的昆伯蘭西灣西部，在1907年被繪入地圖，由英國海外領土管轄。